# The L Word
The L Word (literalment, en català, "La paraula L") és una sèrie de televisió dramàtica canadencoestatunidenca que retrata les vides d'un grup de lesbianes, bisexuals, i transgènere i els seus amics, família i amants a l'àrea de Los Angeles. Originalment va ser emesa per Showtime entre 2004 i 2009, durant 6 temporades.

## Equip principal
La sèrie va ser creada per la productora executiva Ilene Chaiken (Barb Wire, The Fresh Prince of Bel-Air). Altres productors executius són Steve Golin (Being John Malkovich, Eternal Sunshine of the Spotless Mind) i Larry Kennar (Barbershop). A part de Chaiken, altres guionistes han estat Guinevere Turner (Go Fish, American Psycho), Susan Miller (Anyone But Me, Thirtysomething), Cherien Dabis (Amreeka), i Rose Troche (Go Fish, Six Feet Under).

## Personatges
Personatges principals de la sèrie, i les temporades en les quals apareixien i marxaven:
| Actriu            | Personatge                | Temporades (convidades) |
| ----------------- | ------------------------- | ----------------------- |
| Jennifer Beals    | Bette Porter              | 1-6                     |
| Laurel Holloman   | Tina Kennard              | 1-6                     |
| Leisha Hailey     | Alice Pieszecki           | 1-6                     |
| Mia Kirshner      | Jenny Schecter            | 1-6                     |
| Katherine Moennig | Shane McCutcheon          | 1-6                     |
| Pam Grier         | Kate "Kit" Porter         | 1-6                     |
| Erin Daniels      | Dana Fairbanks            | 1-3 (4)                 |
| Rachel Shelley    | Helena Peabody            | 2-6                     |
| Janina Gavankar   | Eva "Papi" Torres         | 4 (6)                   |
| Eric Lively       | Mark Wayland              | 2                       |
| Karina Lombard    | Marina Ferrer             | 1 (4) (6)               |
| Eric Mabius       | Tim Haspel                | 1 (2) (3) (6)           |
| Marlee Matlin     | Jodi Lerner               | 4-6                     |
| Dallas Roberts    | Angus Partridge           | 3-4 (6)                 |
| Rose Rollins      | Tasha Williams            | 4-6                     |
| Daniel Sea        | Moira/Max Sweeney         | 3-6                     |
| Sarah Shahi       | Carmen de la Pica Morales | 2-3 (6)                 |
| Cybill Shepherd   | Phyllis Kroll             | 4-6                     |
| Lauren Lee Smith  | Lara Perkins              | 1-3                     |

Alguns dels actors i actrius convidats al llarg de les sis temporades de la sèrie han estat: Anne Archer, Rosanna Arquette, Sandra Bernhard, Élodie Bouchez, Alan Cumming, Lolita Davidovich, Snoop Dogg, Lisa Gay Hamilton, Alexandra Hedison, Arianna Huffington, Jane Lynch, Heather Matarazzo, Kelly McGillis, Tammy Lynn Michaels, Eric Roberts, Julian Sands, Cybill Shepherd, el duo musical Tegan and Sara, Guinevere Turner i Patricia Velásquez.